# Liste der Autorenbeteiligungen und Produktionen von Lana Del Rey
Dies ist eine Übersicht über die Autorenbeteiligungen und Musikproduktionen der US-amerikanischen Musikerin Lana Del Rey und ihrer Pseudonyme wie Lizzy Grant und May Jailer. Zu berücksichtigen ist, dass Hitmedleys, Remixe, Liveaufnahmen oder Neuaufnahmen des gleichen Interpreten nicht aufgeführt werden. Ebenso werden aus Gründen der besseren Übersicht lediglich nennenswerte Coverversionen aufgeführt. Tätigkeiten als Komponist und/oder Liedtexter sind in der folgenden Tabelle unter der Spalte „Autor“ zusammengefasst worden.

## #
| Jahr | Titel      | Interpret    | Autor                       | Produzent                   |
| ---- | ---------- | ------------ | --------------------------- | --------------------------- |
| 2017 | 13 Beaches | Lana Del Rey | Grünes Häkchensymbol für ja | Grünes Häkchensymbol für ja |
| 2015 | 24         | Lana Del Rey | Grünes Häkchensymbol für ja | Grünes Häkchensymbol für ja |

## A
| Jahr | Titel      | Interpret    | Autor                       | Produzent                   |
| ---- | ---------- | ------------ | --------------------------- | --------------------------- |
| 2023 | A&W        | Lana Del Rey | Grünes Häkchensymbol für ja | Grünes Häkchensymbol für ja |
| 2023 | Alma Mater | Bleachers    | Grünes Häkchensymbol für ja | Grünes Häkchensymbol für ja |
| 2012 | American   | Lana Del Rey | Grünes Häkchensymbol für ja |                             |
| 2021 | Arcadia    | Lana Del Rey | Grünes Häkchensymbol für ja | Grünes Häkchensymbol für ja |
| 2015 | Art Deco   | Lana Del Rey | Grünes Häkchensymbol für ja | Grünes Häkchensymbol für ja |

## B
| Jahr | Titel                               | Interpret                                    | Autor                       | Produzent                   |
| ---- | ----------------------------------- | -------------------------------------------- | --------------------------- | --------------------------- |
| 2019 | Bartender                           | Lana Del Rey                                 | Grünes Häkchensymbol für ja | Grünes Häkchensymbol für ja |
| 2021 | Beautiful                           | Lana Del Rey                                 | Grünes Häkchensymbol für ja | Grünes Häkchensymbol für ja |
| 2017 | Beautiful People Beautiful Problems | Lana Del Rey feat. Stevie Nicks              | Grünes Häkchensymbol für ja | Grünes Häkchensymbol für ja |
| 2012 | Bel Air                             | Lana Del Rey                                 | Grünes Häkchensymbol für ja |                             |
| 2014 | Big Eyes                            | Lana Del Rey                                 | Grünes Häkchensymbol für ja |                             |
| 2021 | Black Bathing Suit                  | Lana Del Rey                                 | Grünes Häkchensymbol für ja | Grünes Häkchensymbol für ja |
| 2014 | Black Beauty                        | Lana Del Rey                                 | Grünes Häkchensymbol für ja |                             |
| 2021 | Blue Banisters                      | Lana Del Rey                                 | Grünes Häkchensymbol für ja | Grünes Häkchensymbol für ja |
| 2011 | Blue Jeans                          | Lana Del Rey                                 | Grünes Häkchensymbol für ja |                             |
| 2012 | Blue Jeans                          | Bastille (Liedtitel: Requiem for Blue Jeans) | Grünes Häkchensymbol für ja |                             |
| 2025 | Bluebird                            | Lana Del Rey                                 | Grünes Häkchensymbol für ja | Grünes Häkchensymbol für ja |
| 2012 | Body Electric                       | Lana Del Rey                                 | Grünes Häkchensymbol für ja |                             |
| 2011 | Born to Die                         | Lana Del Rey                                 | Grünes Häkchensymbol für ja |                             |
| 2012 | Born to Die                         | The Amity Affliction                         | Grünes Häkchensymbol für ja |                             |
| 2012 | Born to Die                         | Tiamat                                       | Grünes Häkchensymbol für ja |                             |
| 2013 | Born to Die                         | Olympe                                       | Grünes Häkchensymbol für ja |                             |
| 2021 | Breaking Up Slowly                  | Lana Del Rey                                 | Grünes Häkchensymbol für ja | Grünes Häkchensymbol für ja |
| 2010 | Brite Lites                         | Lana Del Rey                                 | Grünes Häkchensymbol für ja |                             |
| 2014 | Brooklyn Baby                       | Lana Del Rey                                 | Grünes Häkchensymbol für ja |                             |
| 2012 | Burning Desire                      | Lana Del Rey                                 | Grünes Häkchensymbol für ja |                             |
| 2015 | Burnt Norton (Interlude)            | Lana Del Rey                                 |                             | Grünes Häkchensymbol für ja |

## C
| Jahr | Titel                            | Interpret                      | Autor                       | Produzent                   |
| ---- | -------------------------------- | ------------------------------ | --------------------------- | --------------------------- |
| 2019 | California                       | Lana Del Rey                   | Grünes Häkchensymbol für ja | Grünes Häkchensymbol für ja |
| 2023 | Candy Necklace                   | Lana Del Rey feat. Jon Batiste | Grünes Häkchensymbol für ja | Grünes Häkchensymbol für ja |
| 2012 | Carmen                           | Lana Del Rey                   | Grünes Häkchensymbol für ja |                             |
| 2017 | Change                           | Lana Del Rey                   | Grünes Häkchensymbol für ja | Grünes Häkchensymbol für ja |
| 2021 | Chemtrails over the Country Club | Lana Del Rey                   | Grünes Häkchensymbol für ja | Grünes Häkchensymbol für ja |
| 2017 | Cherry                           | Lana Del Rey                   | Grünes Häkchensymbol für ja | Grünes Häkchensymbol für ja |
| 2021 | Cherry Blossom                   | Lana Del Rey                   | Grünes Häkchensymbol für ja | Grünes Häkchensymbol für ja |
| 2019 | Cinnamon Girl                    | Lana Del Rey                   | Grünes Häkchensymbol für ja | Grünes Häkchensymbol für ja |
| 2017 | Coachella – Woodstock in My Mind | Lana Del Rey                   | Grünes Häkchensymbol für ja | Grünes Häkchensymbol für ja |
| 2012 | Cola                             | Lana Del Rey                   | Grünes Häkchensymbol für ja |                             |
| 2014 | Cruel World                      | Lana Del Rey                   | Grünes Häkchensymbol für ja |                             |

## D
| Jahr | Titel                                               | Interpret                                 | Autor                       | Produzent                   |
| ---- | --------------------------------------------------- | ----------------------------------------- | --------------------------- | --------------------------- |
| 2021 | Dance Till We Die                                   | Lana Del Rey                              | Grünes Häkchensymbol für ja | Grünes Häkchensymbol für ja |
| 2021 | Dark but Just a Game                                | Lana Del Rey                              | Grünes Häkchensymbol für ja | Grünes Häkchensymbol für ja |
| 2012 | Dark Paradise                                       | Lana Del Rey                              | Grünes Häkchensymbol für ja |                             |
| 2012 | Dayglo Reflection                                   | Bobby Womack feat. Lana Del Rey           | Grünes Häkchensymbol für ja |                             |
| 2021 | Dealer                                              | Lana Del Rey                              | Grünes Häkchensymbol für ja | Grünes Häkchensymbol für ja |
| 2022 | Did You Know That There’s a Tunnel Under Ocean Blvd | Lana Del Rey                              | Grünes Häkchensymbol für ja | Grünes Häkchensymbol für ja |
| 2012 | Diet Mountain Dew                                   | Lana Del Rey                              | Grünes Häkchensymbol für ja |                             |
| 2019 | Don’t Call Me Angel                                 | Ariana Grande, Miley Cyrus & Lana Del Rey | Grünes Häkchensymbol für ja |                             |
| 2021 | Don’t Go Dark                                       | Bleachers                                 | Grünes Häkchensymbol für ja |                             |
| 2015 | Don’t Let Me Be Misunderstood                       | Lana Del Rey                              |                             | Grünes Häkchensymbol für ja |
| —    | Driving in Cars with Boys                           | Lana Del Rey                              | Grünes Häkchensymbol für ja |                             |

## F
| Jahr | Titel                       | Interpret                                  | Autor                       | Produzent                   |
| ---- | --------------------------- | ------------------------------------------ | --------------------------- | --------------------------- |
| 2023 | Fingertips                  | Lana Del Rey                               | Grünes Häkchensymbol für ja |                             |
| 2023 | Fishtail                    | Lana Del Rey                               | Grünes Häkchensymbol für ja | Grünes Häkchensymbol für ja |
| 2014 | Flipside                    | Lana Del Rey                               | Grünes Häkchensymbol für ja | Grünes Häkchensymbol für ja |
| 2014 | Florida Kilos               | Lana Del Rey                               | Grünes Häkchensymbol für ja |                             |
| 2024 | Fly                         | Lenny Kravitz & Quavo                      | Grünes Häkchensymbol für ja |                             |
| 2021 | For Free                    | Lana Del Rey feat. Zella Day & Weyes Blood |                             | Grünes Häkchensymbol für ja |
| 2010 | For K Part II               | Lana Del Rey                               | Grünes Häkchensymbol für ja |                             |
| 2015 | Freak                       | Lana Del Rey                               | Grünes Häkchensymbol für ja | Grünes Häkchensymbol für ja |
| 2014 | Fucked My Way Up to the Top | Lana Del Rey                               | Grünes Häkchensymbol für ja |                             |
| 2019 | Fuck It, I Love You         | Lana Del Rey                               | Grünes Häkchensymbol für ja | Grünes Häkchensymbol für ja |

## G
| Jahr | Titel                                                                              | Interpret                     | Autor                       | Produzent                   |
| ---- | ---------------------------------------------------------------------------------- | ----------------------------- | --------------------------- | --------------------------- |
| 2017 | Get Free                                                                           | Lana Del Rey                  | Grünes Häkchensymbol für ja | Grünes Häkchensymbol für ja |
| 2012 | Ghetto Baby                                                                        | Cheryl Cole                   | Grünes Häkchensymbol für ja |                             |
| 2017 | God Bless America – And All the Beautiful Women in It                              | Lana Del Rey                  | Grünes Häkchensymbol für ja | Grünes Häkchensymbol für ja |
| 2015 | God Knows I Tried                                                                  | Lana Del Rey                  | Grünes Häkchensymbol für ja | Grünes Häkchensymbol für ja |
| 2012 | Gods and Monsters                                                                  | Lana Del Rey                  | Grünes Häkchensymbol für ja |                             |
| 2008 | Gramma (Blue Ribbon Sparkler Trailer Heaven)                                       | Lana Del Rey                  | Grünes Häkchensymbol für ja |                             |
| 2023 | Grandfather Please Stand on the Shoulders of My Father While He’s Deep-Sea Fishing | Lana Del Rey feat. Riopy      | Grünes Häkchensymbol für ja | Grünes Häkchensymbol für ja |
| 2017 | Groupie Love                                                                       | Lana Del Rey feat. A$AP Rocky | Grünes Häkchensymbol für ja | Grünes Häkchensymbol für ja |
| 2014 | Guns and Roses                                                                     | Lana Del Rey                  | Grünes Häkchensymbol für ja | Grünes Häkchensymbol für ja |

## H
| Jahr | Titel                                                                 | Interpret                      | Autor                       | Produzent                   |
| ---- | --------------------------------------------------------------------- | ------------------------------ | --------------------------- | --------------------------- |
| 2020 | Hallucinogenics (Remix)                                               | Matt Maeson feat. Lana Del Rey | Grünes Häkchensymbol für ja |                             |
| 2019 | Happiness Is a Butterfly                                              | Lana Del Rey                   | Grünes Häkchensymbol für ja | Grünes Häkchensymbol für ja |
| 2025 | Henry, Come On                                                        | Lana Del Rey                   | Grünes Häkchensymbol für ja | Grünes Häkchensymbol für ja |
| 2017 | Heroin                                                                | Lana Del Rey                   | Grünes Häkchensymbol für ja | Grünes Häkchensymbol für ja |
| 2015 | High by the Beach                                                     | Lana Del Rey                   | Grünes Häkchensymbol für ja | Grünes Häkchensymbol für ja |
| 2023 | Hollywood Bowl                                                        | Rob Grant feat. Lana Del Rey   | Grünes Häkchensymbol für ja | Grünes Häkchensymbol für ja |
| 2015 | Honeymoon                                                             | Lana Del Rey                   | Grünes Häkchensymbol für ja | Grünes Häkchensymbol für ja |
| 2019 | Hope Is a Dangerous Thing for a Woman like Me to Have – but I Have It | Lana Del Rey                   | Grünes Häkchensymbol für ja | Grünes Häkchensymbol für ja |
| 2019 | How to Disappear                                                      | Lana Del Rey                   | Grünes Häkchensymbol für ja | Grünes Häkchensymbol für ja |

## I
| Jahr | Titel                   | Interpret    | Autor                       | Produzent                   |
| ---- | ----------------------- | ------------ | --------------------------- | --------------------------- |
| 2014 | I Can Fly               | Lana Del Rey | Grünes Häkchensymbol für ja |                             |
| 2021 | If You Lie Down with Me | Lana Del Rey | Grünes Häkchensymbol für ja | Grünes Häkchensymbol für ja |
| 2017 | In My Feelings          | Lana Del Rey | Grünes Häkchensymbol für ja | Grünes Häkchensymbol für ja |
| 2014 | Is This Happiness       | Lana Del Rey | Grünes Häkchensymbol für ja |                             |
| 2014 | I can Fly               | Lana Del Rey | Grünes Häkchensymbol für ja |                             |

## J
| Jahr | Titel                 | Interpret    | Autor                       | Produzent                   |
| ---- | --------------------- | ------------ | --------------------------- | --------------------------- |
| 2023 | Jon Batiste Interlude | Lana Del Rey | Grünes Häkchensymbol für ja | Grünes Häkchensymbol für ja |
| 2023 | Judah Smith Interlude | Lana Del Rey | Grünes Häkchensymbol für ja | Grünes Häkchensymbol für ja |
| 2010 | Jump                  | Lana Del Rey | Grünes Häkchensymbol für ja |                             |

## K
| Jahr | Titel     | Interpret    | Autor                       | Produzent                   |
| ---- | --------- | ------------ | --------------------------- | --------------------------- |
| 2008 | Kill Kill | Lana Del Rey | Grünes Häkchensymbol für ja |                             |
| 2023 | Kintsugi  | Lana Del Rey | Grünes Häkchensymbol für ja | Grünes Häkchensymbol für ja |

## L
| Jahr | Titel                        | Interpret                            | Autor                       | Produzent                   |
| ---- | ---------------------------- | ------------------------------------ | --------------------------- | --------------------------- |
| 2020 | Let Me Love You Like a Woman | Lana Del Rey                         | Grünes Häkchensymbol für ja |                             |
| 2023 | Let the Light In             | Lana Del Rey feat. Father John Misty | Grünes Häkchensymbol für ja | Grünes Häkchensymbol für ja |
| 2015 | Life Is Beautiful            | Lana Del Rey                         | Grünes Häkchensymbol für ja |                             |
| 2023 | Life Lesson                  | Jon Batiste feat. Lana Del Rey       | Grünes Häkchensymbol für ja |                             |
| 2010 | Live My Life                 | Tamarama feat. Lana Del Rey          | Grünes Häkchensymbol für ja |                             |
| 2021 | Living Legend                | Lana Del Rey                         | Grünes Häkchensymbol für ja | Grünes Häkchensymbol für ja |
| 2012 | Lolita                       | Lana Del Rey                         | Grünes Häkchensymbol für ja |                             |
| 2023 | Lost at Sea                  | Rob Grant feat. Lana Del Rey         | Grünes Häkchensymbol für ja |                             |
| 2017 | Love                         | Lana Del Rey                         | Grünes Häkchensymbol für ja | Grünes Häkchensymbol für ja |
| 2019 | Looking for America          | Lana Del Rey                         | Grünes Häkchensymbol für ja | Grünes Häkchensymbol für ja |
| 2019 | Love Song                    | Lana Del Rey                         | Grünes Häkchensymbol für ja | Grünes Häkchensymbol für ja |
| 2012 | Lucky Ones                   | Lana Del Rey                         | Grünes Häkchensymbol für ja |                             |
| 2017 | Lust for Life                | Lana Del Rey feat. The Weeknd        | Grünes Häkchensymbol für ja | Grünes Häkchensymbol für ja |

## M
| Jahr | Titel                      | Interpret                    | Autor                       | Produzent                   |
| ---- | -------------------------- | ---------------------------- | --------------------------- | --------------------------- |
| 2023 | Margaret                   | Lana Del Rey feat. Bleachers | Grünes Häkchensymbol für ja | Grünes Häkchensymbol für ja |
| 2018 | Mariners Apartment Complex | Lana Del Rey                 | Grünes Häkchensymbol für ja | Grünes Häkchensymbol für ja |
| 2010 | Mermaid Motel              | Lana Del Rey                 | Grünes Häkchensymbol für ja |                             |
| 2012 | Million Dollar Man         | Lana Del Rey                 | Grünes Häkchensymbol für ja |                             |
| 2014 | Money Power Glory          | Lana Del Rey                 | Grünes Häkchensymbol für ja |                             |
| 2015 | Music to Watch Boys To     | Lana Del Rey                 | Grünes Häkchensymbol für ja | Grünes Häkchensymbol für ja |

## N
| Jahr | Titel                       | Interpret    | Autor                       | Produzent                   |
| ---- | --------------------------- | ------------ | --------------------------- | --------------------------- |
| 2012 | National Anthem             | Lana Del Rey | Grünes Häkchensymbol für ja |                             |
| 2021 | Nectar of the Gods          | Lana Del Rey | Grünes Häkchensymbol für ja | Grünes Häkchensymbol für ja |
| 2019 | Norman Fucking Rockwell     | Lana Del Rey | Grünes Häkchensymbol für ja | Grünes Häkchensymbol für ja |
| 2021 | Not All Who Wander Are Lost | Lana Del Rey | Grünes Häkchensymbol für ja | Grünes Häkchensymbol für ja |

## O
| Jahr | Titel            | Interpret    | Autor                       | Produzent |
| ---- | ---------------- | ------------ | --------------------------- | --------- |
| 2012 | Off to the Races | Lana Del Rey | Grünes Häkchensymbol für ja |           |
| 2014 | Old Money        | Lana Del Rey | Grünes Häkchensymbol für ja |           |

## P
| Jahr | Titel               | Interpret                        | Autor                       | Produzent                   |
| ---- | ------------------- | -------------------------------- | --------------------------- | --------------------------- |
| 2023 | Paris, Texas        | Lana Del Rey feat. SYML          | Grünes Häkchensymbol für ja | Grünes Häkchensymbol für ja |
| 2016 | Party Monster       | The Weeknd feat. Lana Del Rey    | Grünes Häkchensymbol für ja |                             |
| 2023 | Peppers             | Lana Del Rey feat. Tommy Genesis | Grünes Häkchensymbol für ja | Grünes Häkchensymbol für ja |
| 2014 | Pretty When You Cry | Lana Del Rey                     | Grünes Häkchensymbol für ja | Grünes Häkchensymbol für ja |
| 2015 | Prisoner            | The Weeknd feat. Lana Del Rey    | Grünes Häkchensymbol für ja |                             |
| 2010 | Put Me in a Movie   | Lana Del Rey                     | Grünes Häkchensymbol für ja |                             |

## Q
| Jahr | Titel                    | Interpret    | Autor                       | Produzent |
| ---- | ------------------------ | ------------ | --------------------------- | --------- |
| 2010 | Queen of the Gas Station | Lana Del Rey | Grünes Häkchensymbol für ja |           |

## R
| Jahr | Titel    | Interpret    | Autor                       | Produzent                   |
| ---- | -------- | ------------ | --------------------------- | --------------------------- |
| 2012 | Radio    | Lana Del Rey | Grünes Häkchensymbol für ja |                             |
| 2015 | Religion | Lana Del Rey | Grünes Häkchensymbol für ja | Grünes Häkchensymbol für ja |
| 2012 | Ride     | Lana Del Rey | Grünes Häkchensymbol für ja |                             |

## S
| Jahr | Titel               | Interpret                                           | Autor                       | Produzent                   |
| ---- | ------------------- | --------------------------------------------------- | --------------------------- | --------------------------- |
| 2014 | Sad Girl            | Lana Del Rey                                        | Grünes Häkchensymbol für ja |                             |
| 2015 | Salvatore           | Lana Del Rey                                        | Grünes Häkchensymbol für ja | Grünes Häkchensymbol für ja |
| 2023 | Say Yes to Heaven   | Lana Del Rey                                        | Grünes Häkchensymbol für ja |                             |
| 2019 | Season of the Witch | Lana Del Rey                                        |                             | Grünes Häkchensymbol für ja |
| 2014 | Shades of Cool      | Lana Del Rey                                        | Grünes Häkchensymbol für ja |                             |
| 2022 | Snow on the Beach   | Taylor Swift feat. Lana Del Rey                     | Grünes Häkchensymbol für ja |                             |
| 2012 | Spender             | Smiler feat. Lana Del Rey                           | Grünes Häkchensymbol für ja |                             |
| 2016 | Stargirl Interlude  | The Weeknd feat. Lana Del Rey                       | Grünes Häkchensymbol für ja |                             |
| 2017 | Summer Bummer       | Lana Del Rey feat. A$AP Rocky & Playboi Carti       | Grünes Häkchensymbol für ja |                             |
| 2012 | Summertime Sadness  | Lana Del Rey                                        | Grünes Häkchensymbol für ja |                             |
| 2013 | Summertime Sadness  | Lana Del Rey vs. Cedric Gervais                     | Grünes Häkchensymbol für ja |                             |
| 2013 | Summertime Sadness  | Within Temptation                                   | Grünes Häkchensymbol für ja |                             |
| 2023 | Summertime Sadness  | Kontra K feat. Lana Del Rey (Liedtitel: Summertime) | Grünes Häkchensymbol für ja |                             |
| 2015 | Swan Song           | Lana Del Rey                                        | Grünes Häkchensymbol für ja | Grünes Häkchensymbol für ja |
| 2023 | Sweet               | Lana Del Rey                                        | Grünes Häkchensymbol für ja | Grünes Häkchensymbol für ja |
| 2021 | Sweet Carolina      | Lana Del Rey                                        | Grünes Häkchensymbol für ja | Grünes Häkchensymbol für ja |

## T
| Jahr | Titel                         | Interpret                          | Autor                       | Produzent                   |
| ---- | ----------------------------- | ---------------------------------- | --------------------------- | --------------------------- |
| 2023 | Taco Truck x VB               | Lana Del Rey                       | Grünes Häkchensymbol für ja | Grünes Häkchensymbol für ja |
| 2015 | Terrence Loves You            | Lana Del Rey                       | Grünes Häkchensymbol für ja | Grünes Häkchensymbol für ja |
| 2021 | Text Book                     | Lana Del Rey                       | Grünes Häkchensymbol für ja | Grünes Häkchensymbol für ja |
| 2025 | The Abyss                     | The Weeknd                         | Grünes Häkchensymbol für ja |                             |
| 2015 | The Blackest Day              | Lana Del Rey                       | Grünes Häkchensymbol für ja | Grünes Häkchensymbol für ja |
| 2023 | The Grants                    | Lana Del Rey                       | Grünes Häkchensymbol für ja | Grünes Häkchensymbol für ja |
| 2019 | The Greatest                  | Lana Del Rey                       | Grünes Häkchensymbol für ja | Grünes Häkchensymbol für ja |
| 2019 | The Next Best American Record | Lana Del Rey                       | Grünes Häkchensymbol für ja |                             |
| 2012 | This Is What Makes Us Girls   | Lana Del Rey                       | Grünes Häkchensymbol für ja |                             |
| 2021 | Thunder                       | Lana Del Rey                       | Grünes Häkchensymbol für ja | Grünes Häkchensymbol für ja |
| 2017 | Tomorrow Never Came           | Lana Del Rey feat. Sean Ono Lennon | Grünes Häkchensymbol für ja | Grünes Häkchensymbol für ja |
| 2024 | Tough                         | Lana Del Rey & Quavo               | Grünes Häkchensymbol für ja |                             |
| 2013 | Tropico                       | Lana Del Rey                       | Grünes Häkchensymbol für ja |                             |
| 2021 | Tulsa Jesus Freak             | Lana Del Rey                       | Grünes Häkchensymbol für ja | Grünes Häkchensymbol für ja |

## U
| Jahr | Titel         | Interpret    | Autor                       | Produzent |
| ---- | ------------- | ------------ | --------------------------- | --------- |
| 2014 | Ultraviolence | Lana Del Rey | Grünes Häkchensymbol für ja |           |

## V
| Jahr | Titel             | Interpret       | Autor                       | Produzent                   |
| ---- | ----------------- | --------------- | --------------------------- | --------------------------- |
| 2018 | Venice Bitch      | Lana Del Rey    | Grünes Häkchensymbol für ja | Grünes Häkchensymbol für ja |
| 2011 | Video Games       | Lana Del Rey    | Grünes Häkchensymbol für ja |                             |
| 2012 | Video Games       | Michael Schulte | Grünes Häkchensymbol für ja |                             |
| 2014 | Video Games       | The Baseballs   | Grünes Häkchensymbol für ja |                             |
| 2021 | Violets for Roses | Lana Del Rey    | Grünes Häkchensymbol für ja | Grünes Häkchensymbol für ja |

## W
| Jahr | Titel                                     | Interpret                       | Autor                       | Produzent                   |
| ---- | ----------------------------------------- | ------------------------------- | --------------------------- | --------------------------- |
| 2015 | Wait for Life                             | Emile Haynie feat. Lana Del Rey | Grünes Häkchensymbol für ja |                             |
| 2022 | Watercolor Eyes                           | Lana Del Rey                    | Grünes Häkchensymbol für ja |                             |
| 2014 | West Coast                                | Lana Del Rey                    | Grünes Häkchensymbol für ja |                             |
| 2017 | When the World Was at War We Kept Dancing | Lana Del Rey                    | Grünes Häkchensymbol für ja | Grünes Häkchensymbol für ja |
| 2021 | White Dress                               | Lana Del Rey                    | Grünes Häkchensymbol für ja | Grünes Häkchensymbol für ja |
| 2017 | White Mustang                             | Lana Del Rey                    | Grünes Häkchensymbol für ja | Grünes Häkchensymbol für ja |
| 2021 | Wild at Heart                             | Lana Del Rey                    | Grünes Häkchensymbol für ja | Grünes Häkchensymbol für ja |
| 2021 | Wildflower Wildfire                       | Lana Del Rey                    | Grünes Häkchensymbol für ja | Grünes Häkchensymbol für ja |
| 2012 | Without You                               | Lana Del Rey                    | Grünes Häkchensymbol für ja |                             |

## Y
| Jahr | Titel             | Interpret                       | Autor                       | Produzent |
| ---- | ----------------- | ------------------------------- | --------------------------- | --------- |
| 2008 | Yayo              | Lana Del Rey                    | Grünes Häkchensymbol für ja |           |
| 2021 | Yosemite          | Lana Del Rey                    | Grünes Häkchensymbol für ja |           |
| 2013 | Young & Beautiful | Lana Del Rey                    | Grünes Häkchensymbol für ja |           |
| 2013 | Young & Beautiful | The Bryan Ferry Orchestra       | Grünes Häkchensymbol für ja |           |
| 2013 | Young & Beautiful | Lana Del Rey vs. Cedric Gervais | Grünes Häkchensymbol für ja |           |